# Northfork (filme)
Northfork é um filme de drama de fantasia de 2003 dirigido por Michael Polish e escrito por Michael e Mark Polish. Ele estreou no Festival de Cinema de Sundance em 21 de janeiro de 2003 e mais tarde teve um lançamento limitado nos Estados Unidos em 11 de julho de 2003. O filme é estrelado por Duel Farnes, James Woods, Nick Nolte, Michele Hicks, Daryl Hannah, Anthony Edwards, Robin Sachs, Ben Foster, Claire Forlani, Clark Gregg, Kyle MacLachlan e Peter Coyote. Esta é a terceira colaboração cinematográfica dos irmãos, depois de Twin Falls Idaho (1999) e Jackpot (2001).

## Enredo
A narrativa do filme consiste em várias subtramas entrelaçadas ocorrendo na cidade de Northfork, Montana por volta de 1955. Uma nova represa está sendo construída para inundar o vale de Northfork, e a cidade está no meio de uma evacuação. As narrativas se concentram em vários indivíduos que, por uma razão ou outra, ainda não foram evacuados. Walter O'Brien (James Woods) e seu filho (Mark Polish) estão na equipe de evacuação, ajudando a evacuar os últimos habitantes de Northfork. Em troca, o governo lhes dará hectares de propriedades à beira do lago se atingirem a cota de evacuados. Padre Harlan (Nick Nolte) é um desses indivíduos, que ficou para trás para cuidar de Irwin (Duel Farnes), um órfão moribundo, fraco demais para deixar a cidade. Enquanto os O'Briens e seus colegas de trabalho encontram uma série de personagens incomuns, Irwin descobre que ele é o "anjo desconhecido" por meio de uma mala com suas asas de anjo e uma bíblia com uma pena de anjo contando a 'história' de sua família, e encontra uma família de anjos (Daryl Hannah, Anthony Edwards, Ben Foster e Robin Sachs) em seus sonhos, com quem ele faz um acordo para levá-lo 'mil milhas'.

## Elenco
- Duel Farnes como Irwin
- James Woods como Walter O'Brien
- Nick Nolte como Padre Harlan
- Peter Coyote como Eddie
- Claire Forlani como Sra. Hadfield
- Clark Gregg como Sr. Hadfield (sem créditos)
- Mark Polish como Willis O'Brien
- Kyle MacLachlan como Sr. Hope
- Michele Hicks como Sra. Hope
- Ben Foster como Bacalhau
- Daryl Hannah como Flower Hercules
- Robin Sachs como Cup of Tea
- Anthony Edwards como Happy
- Jon Gries como Arnold
- Rick Overton como Rudolph
- Douglas Sebern como Prefeito

## Recepção
Northfork recebeu críticas mistas a positivas dos críticos e tem uma classificação de 56% no Rotten Tomatoes com base em 101 críticas com uma classificação média de 6 em 10. O consenso afirma "Visualmente poético, mas pode ser dramaticamente inerte demais para alguns." O filme também teve uma pontuação de 64 no Metacritic com base em 31 avaliações.